# Гепарды
Гепа́рды (лат. Acinonyx) — род хищных млекопитающих семейства кошачьих. Единственным сохранившимся представителем рода является самое быстрое наземное животное — гепард.

## Классификация
В состав рода входит только один ныне существующий вид — гепард. Все остальные виды вымерли. По ископаемым остаткам вымерших видов доказано, что ранние представители рода населяли все континенты Старого Света. К вымершим видам относятся:
- †Acinonyx aicha Geraads, 1997
- †Acinonyx intermedius Thenius, 1954
- †Acinonyx kurteni Christiansen and Mazák, 2008[3]
- †Acinonyx pardinensis Croizet e Joubert, 1828 — Европейский гепард